# Прапор Могилів-Подільського району
Пра́пор Могилі́в-Поді́льського райо́ну — один з офіційних символів Могилів-Подільського району Вінницької області, затверджений 12 січня 2006 року рішенням № 253 21-ї сесії Могилів-Подільської районної ради 4-го скликання.

## Опис
Прапор є прямокутним полотнищем зі співвідношенням сторін 1:1.5 та жовтою і синьою каймою, на якому зображено герб району. Тобто хоругва по горизонталі поділена малиновою смугою у вигляді літери «М» з червоною каймою на білу та синю частини зі співвідношенням 11:1:3. У центрі верхньої частини розміщено жовте стилізоване шістнадцятипроменеве сонце та покладені під ним навхрест шабля і пернач.

## Символіка
Прапор містить наступні елементи:
- Літера «М» у формі лінії кордону Могилівщини символізує прикордонний край, обрамлення означає недоторканність кордону України.
- Шабля і козацький полковий пірнач — це символи полкового краю.
- Традиційне подільське сонце є частиною гербу Поділля, що уособлює приналежність району до цього регіону.
- Синє тло вказує на річку Дністер.